# Harper megye (Oklahoma)
Harper megye az Amerikai Egyesült Államokban, azon belül Oklahoma államban található. Megyeszékhelye Buffalo, legnagyobb városa Laverne. Lakosainak száma 3272 fő (2020. április 1.). Harper megye Comanche, Ellis, Woods, Woodward, Beaver és Clark megyékkel határos.

## Népesség
A megye népességének változása:
| Lakosok száma | 3690 | 3699 | 3693 | 3813 | 3754 | 3272 |
|               | 2010 | 2011 | 2012 | 2013 | 2015 | 2020 |